# Explosieve decompressie
Explosieve decompressie (ED) refereert aan de plotselinge daling van de druk in een systeem in een zeer korte tijd, wat vaak gepaard gaat met een krachtige explosie. Een explosieve decompressie treedt vaak op indien een afgesloten systeem waarin een (relatief) hoge luchtdruk heerst opeens wordt geopend. De lucht in het systeem zal dan razendsnel naar buiten stromen. De bekendste voorbeelden hiervan betreffen vliegtuigen die op grote hoogte plotseling druk verliezen, door constructiefouten, vermoeiing of een bomaanslag.

## Vliegtuigongelukken en incidenten door explosieve decompressie
- BOAC-vlucht 781 (januari 1954)
- Cathay Pacific-vlucht 700Z (juni 1972)
- American Airlines-vlucht 96 (eveneens in juni 1972)
- Turkish Airlines-vlucht 981 (maart 1974)
- Vliegramp bij Tân Sơn Nhứt (april 1975)
- Air India-vlucht 182 (juni 1985)
- Japan Airlines-vlucht 123 (augustus 1985)
- Aloha Airlines-vlucht 243 (april 1988)
- United Airlines-vlucht 811 (februari 1989)
- China Airlines-vlucht 611 (mei 2002)
- Alaska Airlines-vlucht 1282 (januari 2024)